# Bahnhof Lienz
Bahnhof Lienz vasútállomás Ausztriában, Lienz városában.

## Vasútvonalak
Az állomást az alábbi vasútvonalak érintik:
- Drautalbahn

## Kapcsolódó állomások
A vasútállomáshoz az alábbi állomások vannak a legközelebb:
- Lienz in Osttirol Peggetz railway station
- train station Thal/Drau
- Lienz in Osttirol Peggetz railway station

## Forgalom
Az állomás része az S-Bahn Kärnten S-Bahn hálózatnak. A távolsági forgalmat Bécs felé Railjet vonatok bonyolítják le.